# FN EVOLYS
FN EVOLYS — єдиний кулемет, розроблений компанією FN Herstal, під набій 5,56×45 мм НАТО та 7,62×51 мм НАТО. Випускається з 2021 року. EVOLYS був розроблений, щоб зменшити вагу та покращити ергономіку порівняно з іншими кулеметами, такими як FN Minimi.

## Історія
22 квітня 2021 року FN Herstal випустила тизер, де було представлено новий кулемет. 6 травня компанія FN Herstal випустила 20-хвилинний рекламний ролик, у якому обговорюється новий дизайн, включаючи його технічні аспекти, та розкриваючи його назву: EVOLYS. У вересні 2021 року EVOLYS був вперше представлений публіці на виставці DSEI у Лондоні. Того ж місяця почалося його виробництво.

## Дизайн
EVOLYS був розроблений з нуля для використання в міських умовах, які стали більш поширеними та висувають особливі вимоги. EVOLYS розробили для збільшення вогневої міці, що міг би забезпечити один солдат. Перекладач режимів вогню надає можливість вибору між напівавтоматичним та повністю автоматичним режимами вогню. У EVOLYS використовується механізм бокової подачі зі стрічкою під кутом 45°.
Стрільба ведеться з відкритого затвора. Єдина напрямна для аксесуарів, вбудована у верхній частині ствольної коробки, дозволяє встановлювати різну оптику. У попередніх конструкціях кулеметів доводилося використовувати кілька планок, які були невід'ємною частиною ствольної коробки, що ускладнювало кріплення та використання оптики. Так само через ширше використання глушників EVOLYS був спроектований так, щоб мати можливість постійно встановлювати глушник, не впливаючи на характеристики зброї.
EVOLYS був сконструйований з використанням 3D-друку та полімерів, що допомогло зменшити його вагу до 5,5 кг. EVOLYS на 30 % легше інших ручних кулеметів, як-от FN Minimi. EVOLYS випускається під патрони 5,56×45 мм та 7,62×51 мм, а варіанти під 6,5 мм Creedmoor та .260 Remington розробляються для потенційного використання спецпідрозділами.

## Оператори
- Франція — спецзагони[9][10].
- Велика Британія — проходить випробування у Британській армії[9][10].